# دول تشاه
دول تشاه (بالفارسية: دول چاه) هي قرية تقع في قسم صفي آباد الريفي (مقاطعة إسفراين) في إيران. يقدر عدد سكانها بـ 203 نسمة بحسب إحصاء 2016.